# Rommel-Denkmal

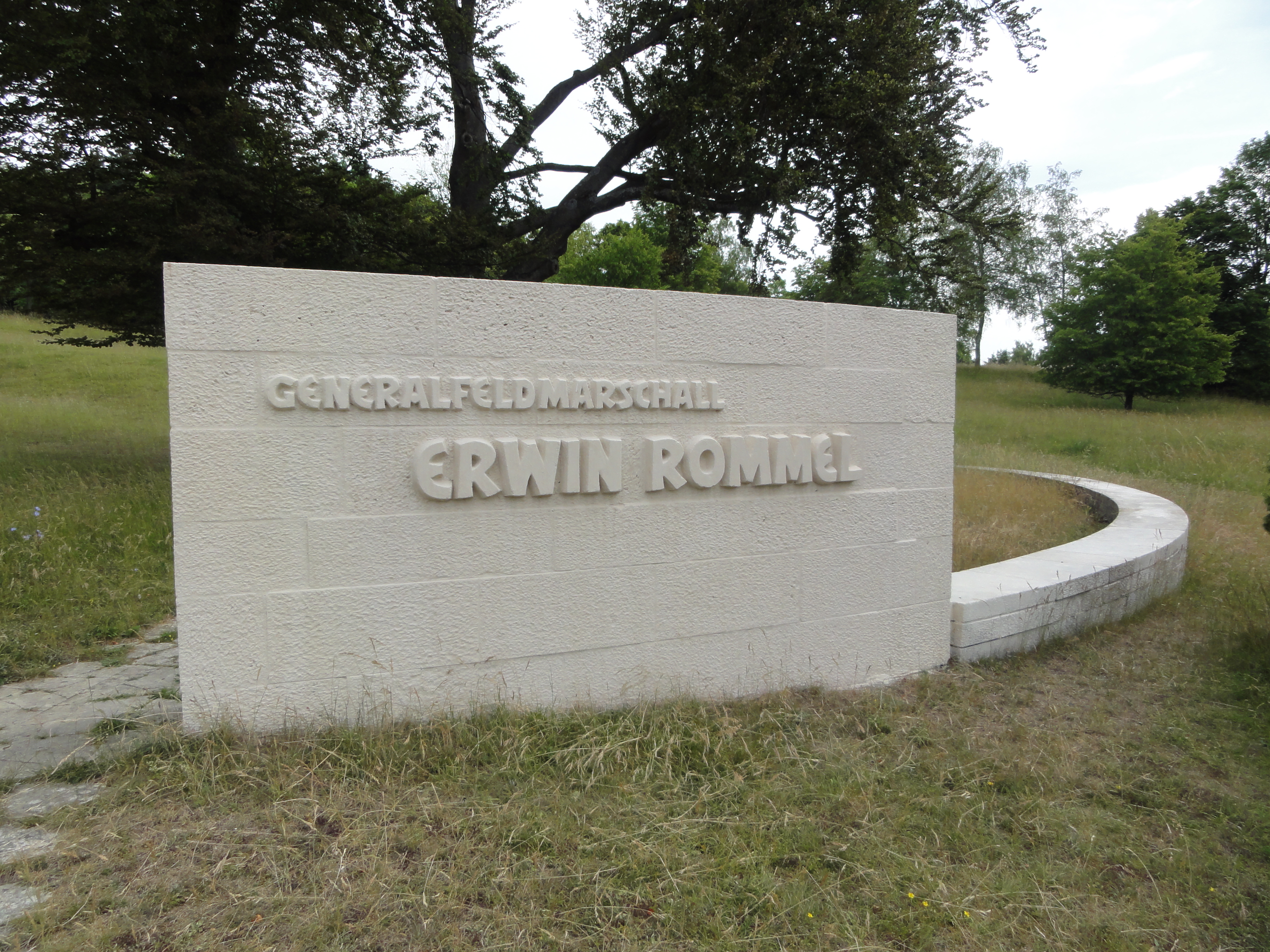
Das Rommel-Denkmal (2014)

Das Rommel-Denkmal für den Generalfeldmarschall Erwin Rommel steht seit 1961 in Heidenheim an der Brenz.

## Ursprüngliches Denkmal

### Entstehung

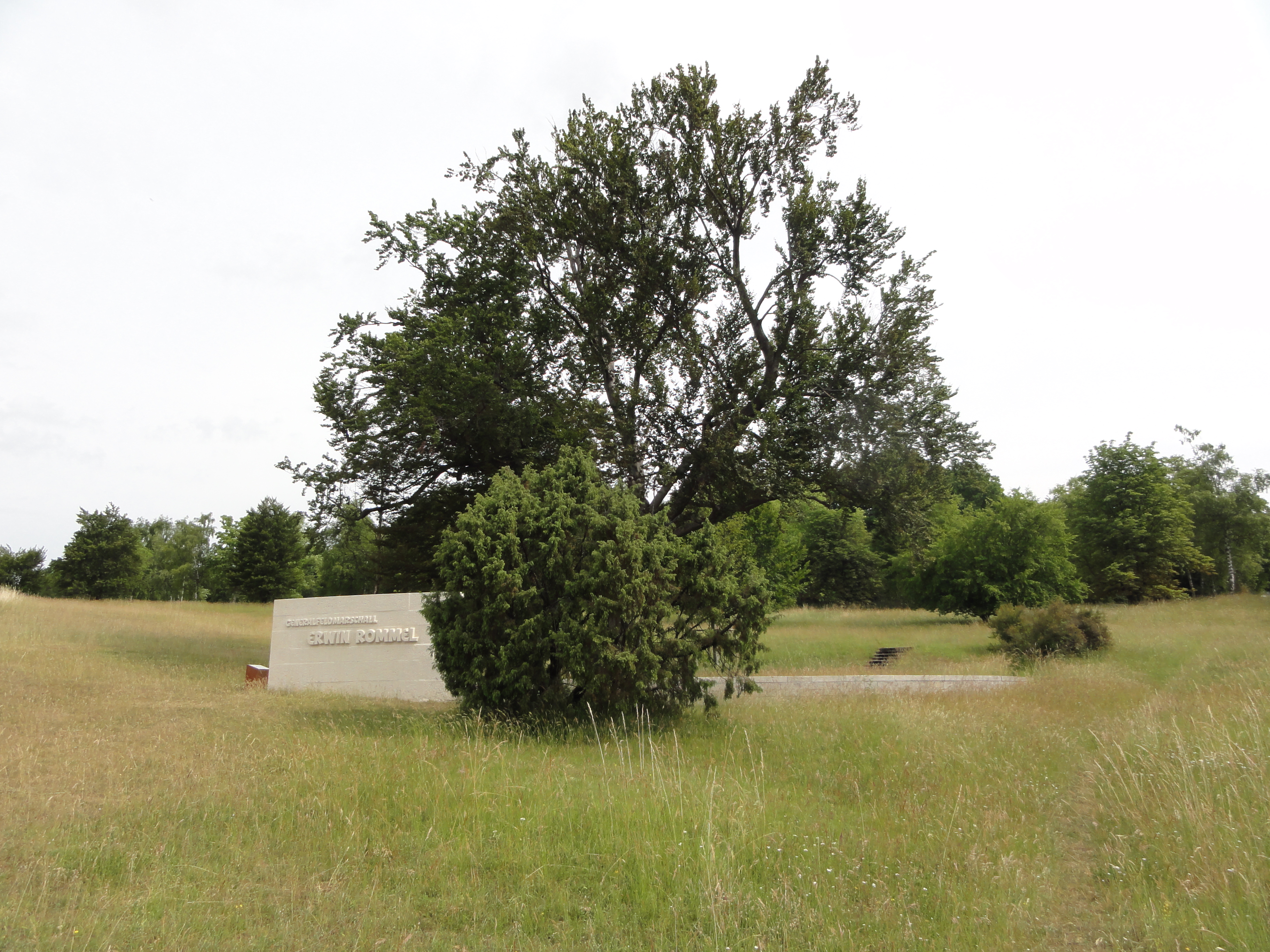
Die Buche beim Rommel-Denkmal

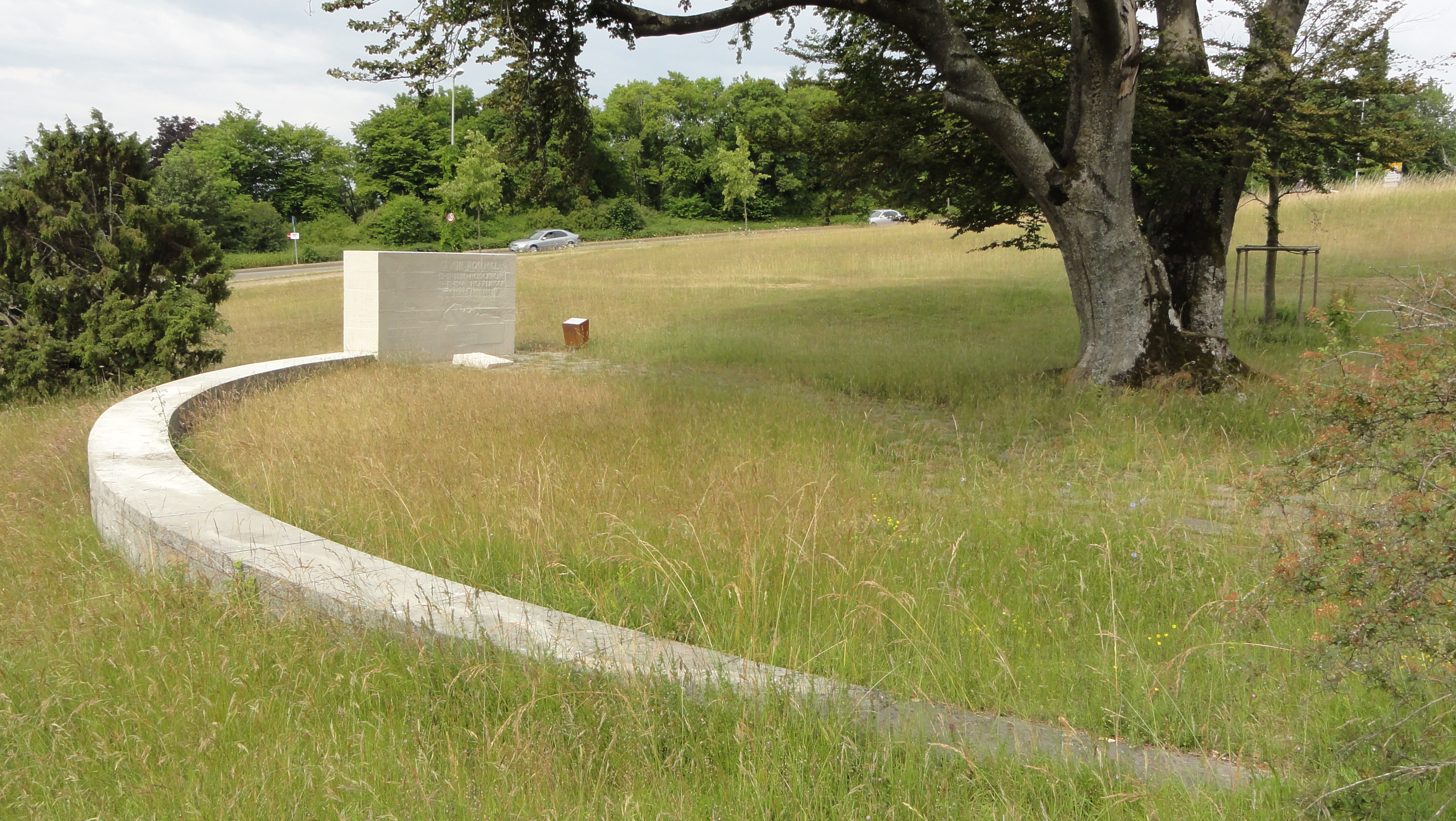
Der niedrige Mauerbogen

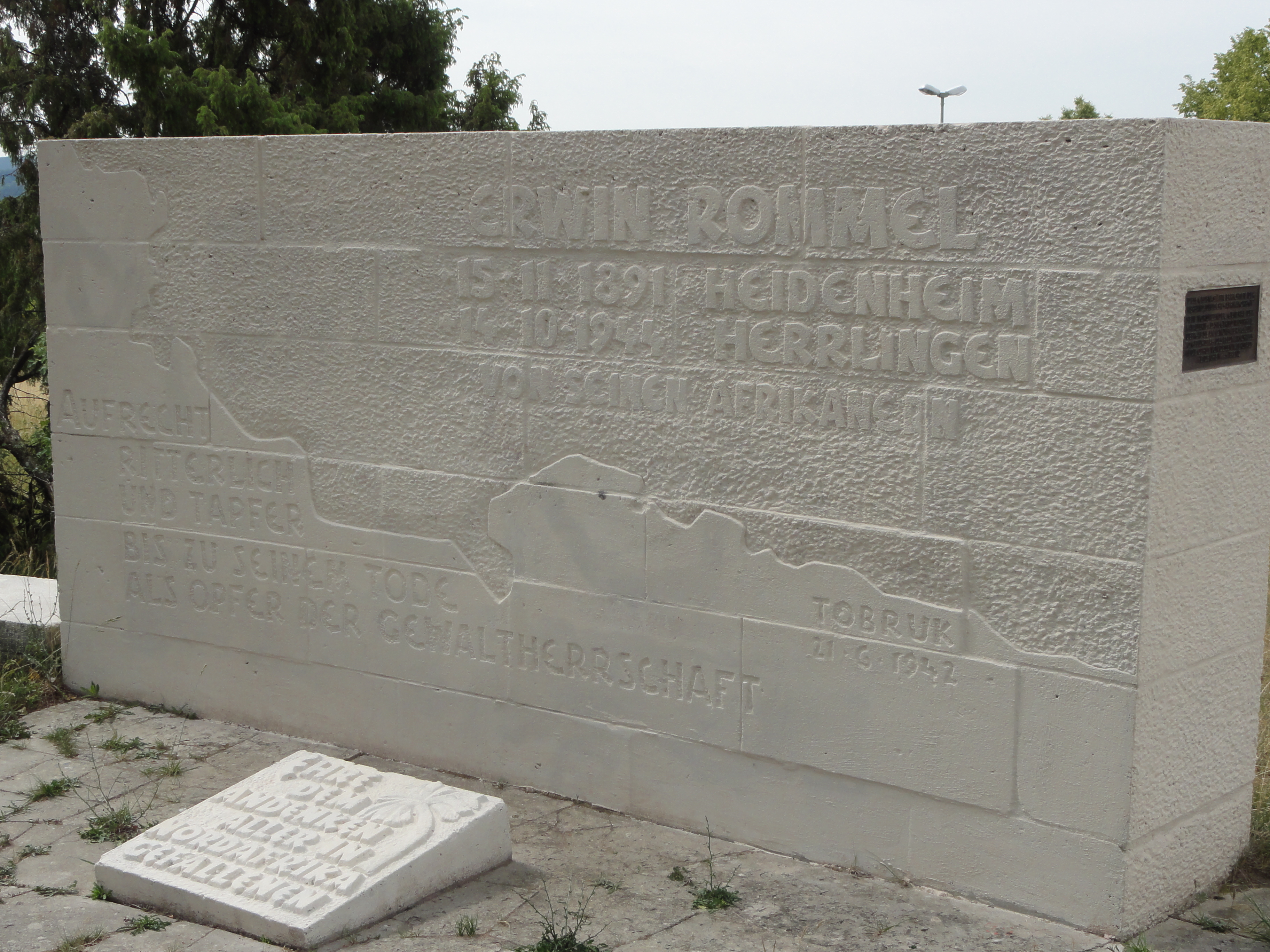
Rückseite des Rommel-Denkmals mit der davor liegenden Gedenktafel

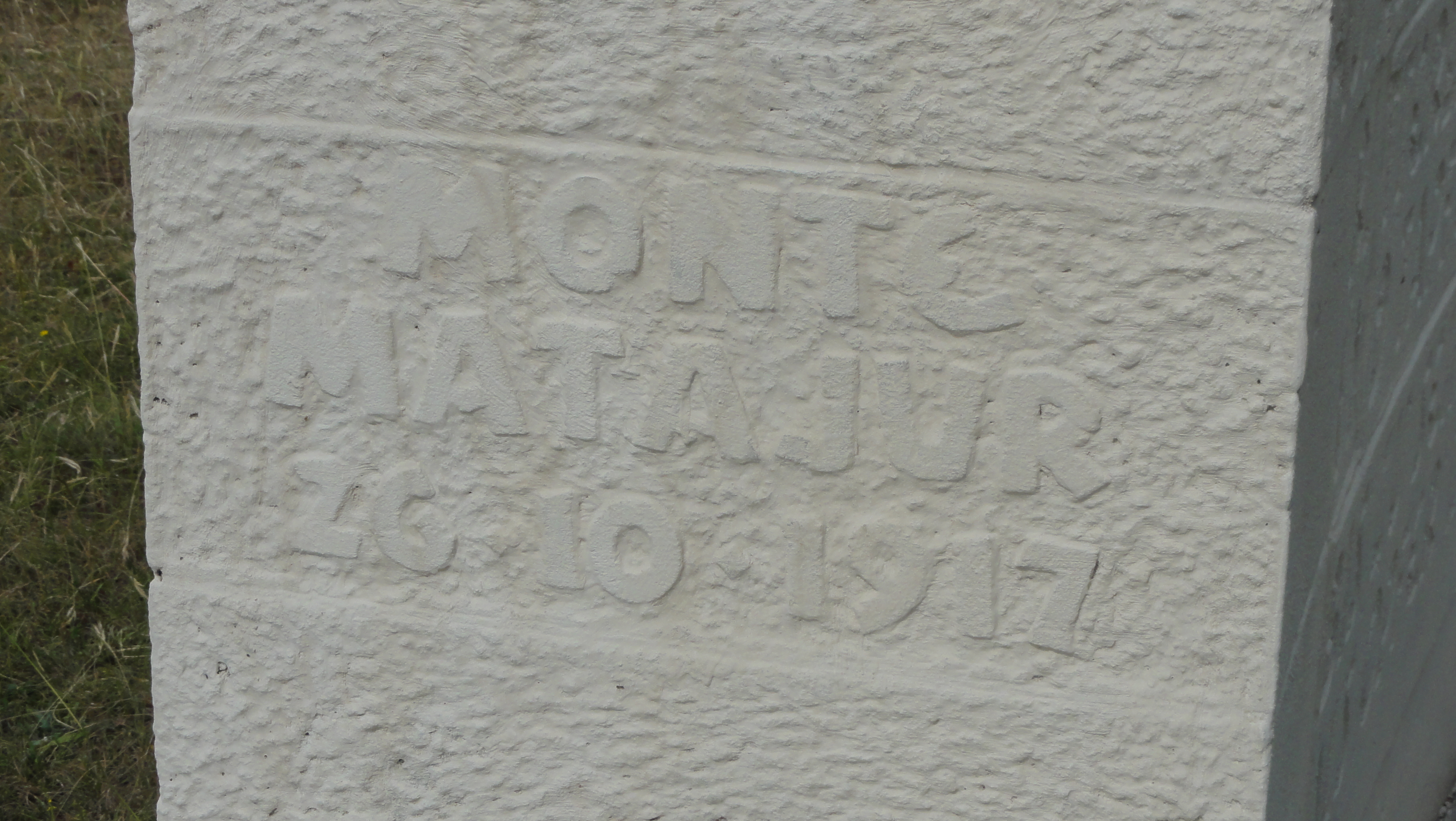
Inschrift an der Seite

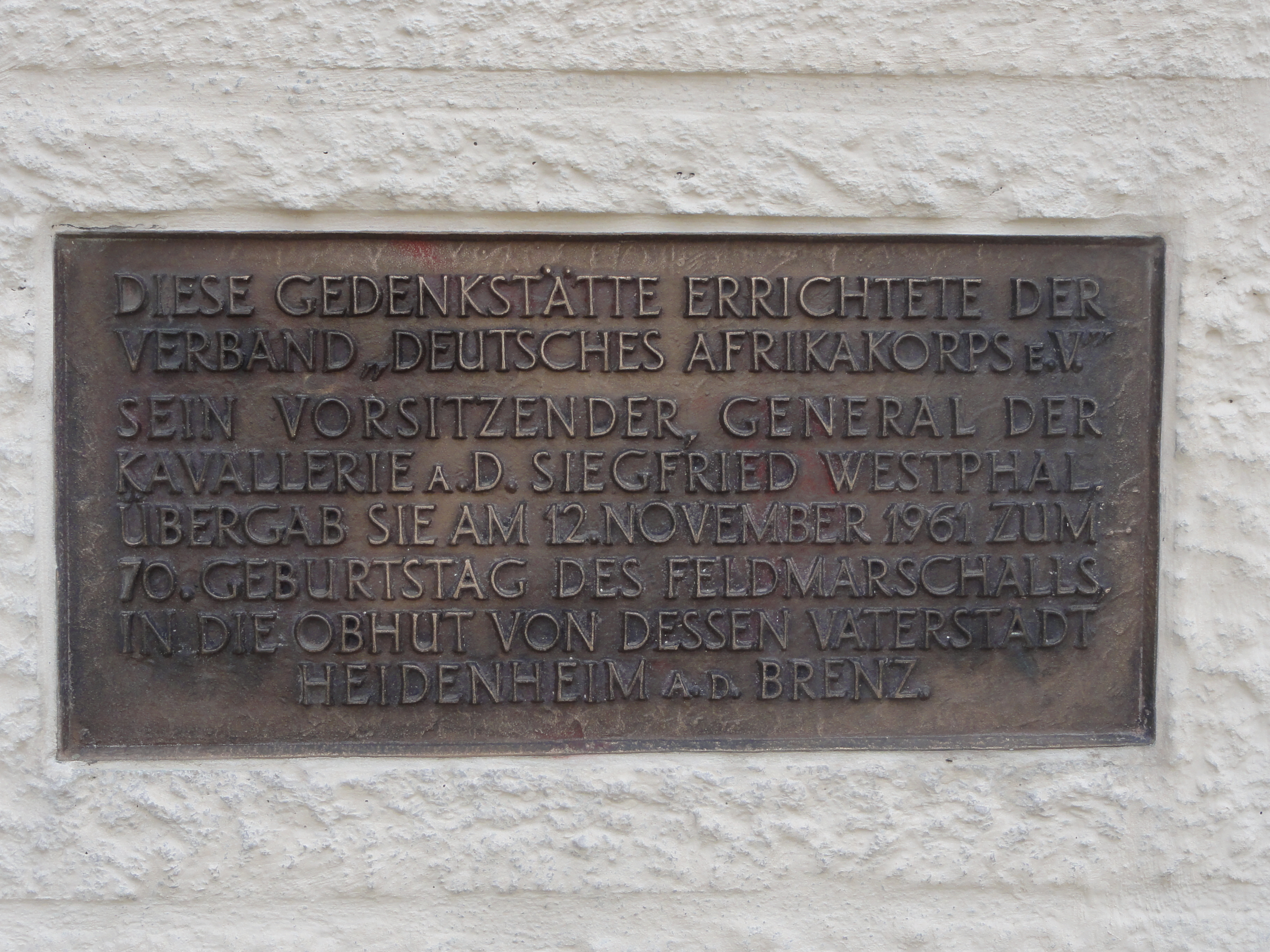
Bronzetafel an der Seite des Rommel-Denkmals

Der „Verband Deutsches Afrikakorps“, ein Verein der Kriegsveteranen des Deutschen Afrikakorps, richtete an Rommels Geburtsstadt Heidenheim die Bitte, zu Rommels Ehren anlässlich seines 70. Geburtstags im Jahr 1961 ein Denkmal zu errichten. Als Standort schlug der Verein ein Gelände mit einer alleinstehenden Buche und parkähnlicher Umgebung im Stadtteil Zanger Berg vor.
Es gab seitens der Stadtverwaltung keine Einwände. Oberbürgermeister Elmar Doch beabsichtigte „etwas architektonisch Schönes“ zu schaffen. Der Gemeinderat war der Meinung, Rommel habe „in der Welt einen guten Klang und seine Heimatstadt keine Veranlassung, von ihm abzurücken“. Das Denkmal wurde mit der Forderung der landschaftlichen Anpassung einstimmig genehmigt.
Die Gestaltung wurde an den Bildhauer Franklin Pühn und den Gartengestalter Hermann Aldinger, einen Freund Rommels, vergeben. Der Veteranenverein des Afrikakorps übernahm den größten Teil der Gesamtkosten von 25.000 DM. Die Stadt Heidenheim trug 2000 DM bei, die Landesregierung von Baden-Württemberg 3000 DM.

### Gestaltung
Das Denkmal besteht aus einem großen, leicht bogenförmigen Gedenkstein aus Muschelkalk. Der 2,00 Meter hohe und 0,7 Meter dicke Gedenkstein misst im äußeren Bogen eine Breite von 4,28 Meter, der innere Bogen ist 4,05 Meter breit. Der Bogen des großen Gedenksteins wird seitlich in einem langen, niedrigen Sockel weitergeführt, der sich in den Boden senkt.

#### Vorder- und Rückseite
Auf der zur Straße gewandten Vorderseite stehen in großen, auch aus der Ferne lesbaren Buchstaben der Name und der militärische Dienstgrad Rommels.
Auf der Rückseite stehen oben rechts Rommels Lebensdaten, darunter: „von seinen Afrikanern“ – gemeint sind die Veteranen des Deutschen Afrikakorps als Stifter des Denkmals. In den unteren Hälfte ist der Umriss der nordafrikanischen Mittelmeerküste dargestellt. An der geografisch korrekten Position steht der libysche Ortsname Tobruk zusammen mit dem Datum des 21. Juni 1942. Tobruk wurde an diesem Tag vom deutschen Heer unter Rommels Kommando erobert, in der Folge wurde Rommel zum Generalfeldmarschall ernannt.
Links unten wird Rommel mit den folgenden Worten gerühmt:
Aufrecht
Ritterlich
Und tapfer
Bis zu seinem Tode
Als Opfer der Gewaltherrschaft
Mit etwa einem Fuß Abstand von der Rückseite des großen Gedenksteins liegt auf dem Boden eine Steintafel zum Gedenken der deutschen Kriegsopfer in Nordafrika. Die quadratische Oberseite misst in Breite und Tiefe je 0,80 Meter. Durch eine hintere Höhe von 0,19 Meter und eine vordere Höhe von 0,06 Meter verläuft diese geböscht.

#### Seitliche Inschriften
Auf der von vorne gesehen rechten Seite befindet sich die Inschrift:
Monte
Matajur
26.10.1917
Sie erinnert an die Erstürmung des Berges Matajur in Slowenien durch deutsche Einheiten unter der Führung Rommels in der Zwölften Isonzoschlacht während des Ersten Weltkrieges.
Auf der gegenüberliegenden Seite ist eine bronzene Tafel in den Naturstein eingearbeitet, auf der der Auftraggeber und der Tag der Übergabe an die Stadt Heidenheim verewigt sind.

### Einweihung
Am 12. November 1961 wurde das Denkmal an die Stadt Heidenheim übergeben und offiziell eingeweiht. Neben Gästen aus aller Welt waren auch Erwin Rommels Frau Lucie und sein Sohn Manfred bei der Eröffnung anwesend, dazu Landesinnenminister Hans Filbinger. Vertretend für den Verband Deutsches Afrikakorps besuchte General der Kavallerie Siegfried Westphal die Veranstaltung.
Stadtrat Degeler bezeichnete Rommel in seiner Rede als „großen Sohn“ der Stadt Heidenheim. Seinem Denkmal habe man den schönsten Platz zur Verfügung gestellt und es entspreche durch die schlichte Gestaltung genau dem Geist und der Haltung des Generalfeldmarschalls.

## Kontroversen und Umgestaltungen

### Position der Heidenheimer „Geschichtswerkstatt“
Die Heidenheimer Gruppe „Geschichtswerkstatt“ beschäftigte sich in den 2010er Jahren kritisch mit dem Rommel-Denkmal und legte der Stadt eine Entfernung des Denkmals nahe. Die Mitglieder – der Geschichtslehrer Wolfgang Proske und vier Mitstreiter – waren der Meinung, Rommel werde durch das Denkmal heroisiert. Es sei auch nicht akzeptabel, dass Rommel durch die Worte „Opfer der Gewaltherrschaft“ mit dem Widerstand gegen Adolf Hitler in Verbindung gebracht werde. Sie forderten, das Denkmal entweder abzubauen oder umzuwidmen. Im Jahr 2010 wandte sich die Gruppe mit der Forderung, das Rommel-Denkmal durch ein Denkmal für die Widerstandskämpfer des Nationalsozialismus zu ersetzen, erstmals an Oberbürgermeister Bernhard Ilg, der das Anliegen in seinem Antwortschreiben ablehnte.
Wolfgang Proske bewertet Rommel als einen „gewöhnlichen Kriegsverbrecher“ und einen „aus tiefstem Herzen überzeugten Nationalsozialisten“. Unter Historikern gibt es hierzu widersprüchliche Meinungen (vgl. Rommels Verhältnis zum Nationalsozialismus).
Der Geschichtslehrer Alfred Hoffmann, der in der Geschichtswerkstatt mitarbeitete, sagte im Jahr 2011, man müsse das Denkmal nicht unbedingt abreißen. Man könne es stattdessen so weit eingraben, dass es sich als Sitzgelegenheit eigne.

### Zusätzliche Infotafel (2011)
Die Heidenheimer Zeitung veröffentlichte zahlreiche Leserbriefe mit widerstreitenden Meinungen zum Denkmal. Bei einer Umfrage der Zeitung gaben zwei Drittel an, das Rommel-Denkmal störe sie nicht; ein Viertel gab an, das Denkmal störe sie sehr.
Im September 2011 griff Oberbürgermeister Ilg den Vorschlag auf, neben dem Rommel-Denkmal eine Tafel mit folgender Inschrift aufzustellen:

„50 Jahre nach seiner Einweihung steht eine Generation vor diesem Denkmal, die in einem einigen und friedlichen Europa ihre Heimat gefunden hat. Tapferkeit und Heldenmut, Schuld und Verbrechen liegen im Krieg eng zusammen. Möge das Schicksal Erwin Rommels und seiner Soldaten eine bleibende Mahnung sein, unsere Jugend in eine friedliche Zukunft zu führen.“

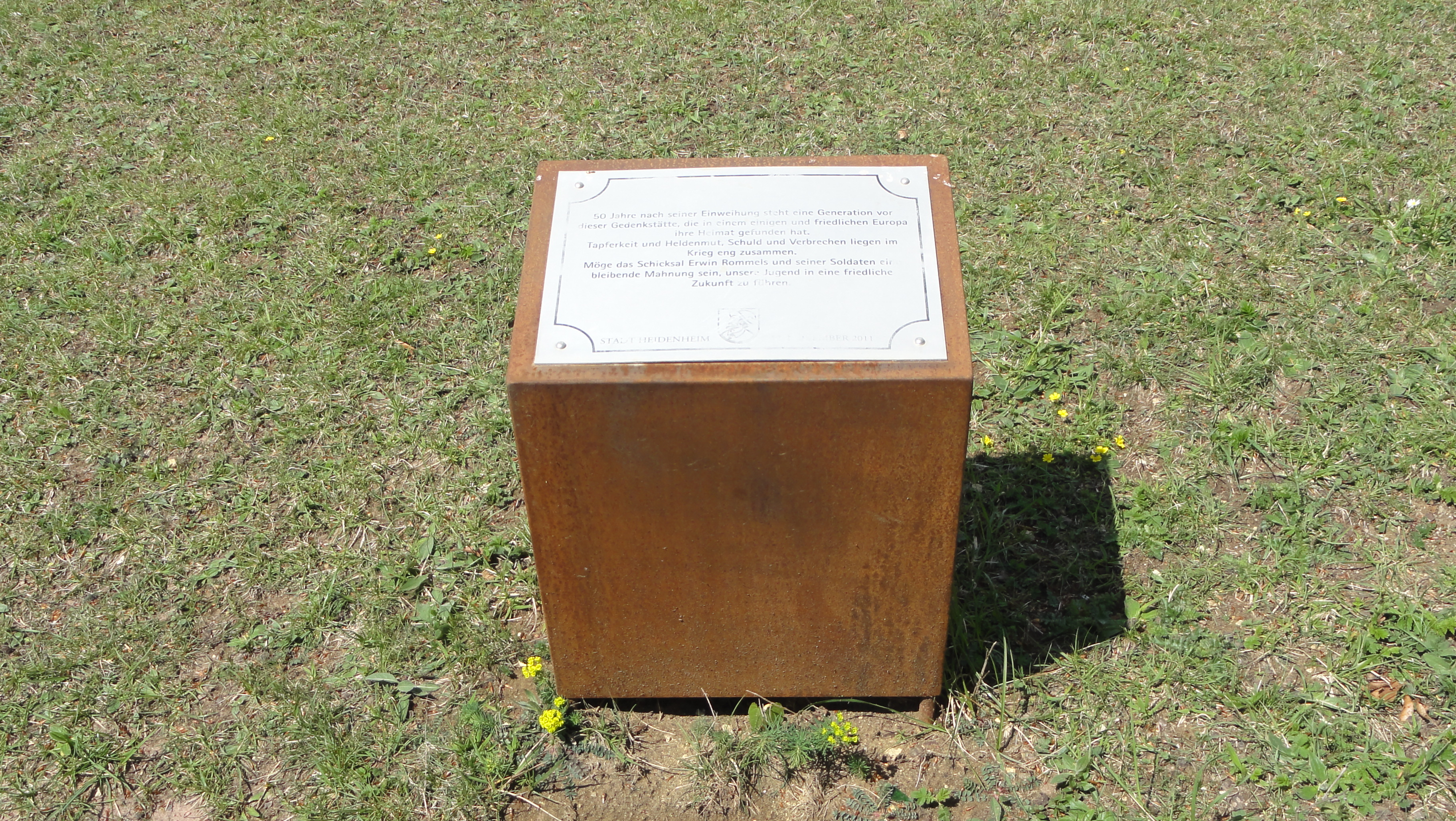
Die von 2011 bis 2014 neben dem Rommel-Denkmal stehende Infotafel

Die Inhalte des Textes wurden kontrovers diskutiert. Peter Steinbach, wissenschaftlicher Leiter der Gedenkstätte Deutscher Widerstand in Berlin, urteilte, dieser „betuliche“ Text sei nicht zeitgemäß formuliert und vermeide es, „sich mit der Komplexität der Person auseinanderzusetzen“. Rommel „Heldenmut“ zuzuschreiben sei nicht angemessen. Im Gemeinderat fand der Text jedoch breite Zustimmung.
Die Tafel wurde im November 2011, zum 50. Jahrestag der Einweihung des Denkmals, von der Stadtverwaltung installiert. Sie war auf einem Sockel mit folgenden Maßen befestigt: Höhe 52 bis 60 cm (ansteigend), Breite 45 cm, Tiefe 35 bis 19 cm (zum Boden hin abnehmend).
Am 13. November 2011 – gleich nach der Installation der Infotafel – verhüllten die Aktivisten der Geschichtswerkstatt das Ehrenmal mit einer schwarzen Plane. Darauf stand in weißen Großbuchstaben: „Kein Denkmal mehr für den Nazigeneral!“

### Erneute Auseinandersetzung
Der Vorschlag einer Umgestaltung des Denkmals in ein Mahnmal scheiterte am Erbauer, dem Bildhauer Franklin Pühn, bei dem das Urheberrecht lag.
Im Juli 2014 entschied der Gemeinderat gegen einen Antrag auf Abbruch des Denkmals.
Der Beschluss, ein Gegendenkmal zu errichten, kam im Jahr 2019 durch ein fast einstimmiges Votum des Gemeinderats zustande. Im Haushalt der Stadt wurden dafür 40.000 Euro bereitgestellt.

### Gegendenkmal von Rainer Jooß (2020)
Das Konzept des Gegendenkmals wurde schließlich von dem Künstler Rainer Jooß realisiert. Am 23. Juli 2020 übergab er der Stadt Heidenheim eine „Schattenskulptur“ aus Stahl, die unmittelbar vor dem bestehenden Denkmal platziert ist. Sie zeigt die Silhouette eines Landminenopfers samt Schattenwurf auf dem Boden. Die Figur eines Menschen, der ein Bein verloren hat und an Krücken geht, soll an Minenopfer unter der Zivilbevölkerung erinnern, die bis heute darunter leiden, dass während des Afrikafeldzugs große Gebiete in Ägypten, Libyen und Tunesien mit Minen verseucht wurden.
Der aufrechte Teil der „Schattenskulptur“ ist ein 1,40 Meter hoher und 0,50 Meter breiter Schattenriss. Wegen der geringen Entfernung von eineinhalb Metern wirft die Figur des Minenopfers zeitweise auch einen Schatten auf die Vorderseite des Rommel-Denkmals.
In seiner Rede zur Einweihung bezeichnete der Historiker Wolfram Wette die Skulptur als zeitgemäßes und zukunftsweisendes Konzept. Er beschrieb das Spannungsverhältnis zwischen dem Rommel-Denkmal und dem Denkmal von Rainer Jooß:

„Hier, in Rommels Geburtsstadt, wird fortan der Schatten der zerbrechlich wirkenden Skulptur eines Minenopfers auf das monumentale und martialische Feldherrn-Denkmal fallen. Aus meiner Sicht stellt die Skulptur keine Ergänzung des heroischen Denkmals von 1961 dar, sondern ein Gegendenkmal. Der Krüppel lenkt den Blick auf die Opfer, und diese werfen einen Schatten auf den prominenten Krieger und dessen Kriegsgeist. […] Auf der einen Seite steht das Symbol für die Kriegslogik der Vergangenheit, auf der anderen das Symbol für die Hunderttausende von Opfern des Nordafrikakrieges, die uns zum Frieden mahnen.“

Eine Website der Stadt Heidenheim, auf der Rommel und der Wandel der Erinnerungskultur aus heutiger Sicht dargestellt werden, ist Bestandteil des Umgestaltungskonzepts von Rainer Jooß. Die Internetadresse ist auf der Skulptur des Minenopfers eingraviert.
Das Gegendenkmal fand weitreichende Aufmerksamkeit im Feuilleton. 2022 wurde die Umgestaltung des Denkmals vom Deutschen Werkbund Baden-Württemberg mit dem Werkbund-Label ausgezeichnet.